# شيورو

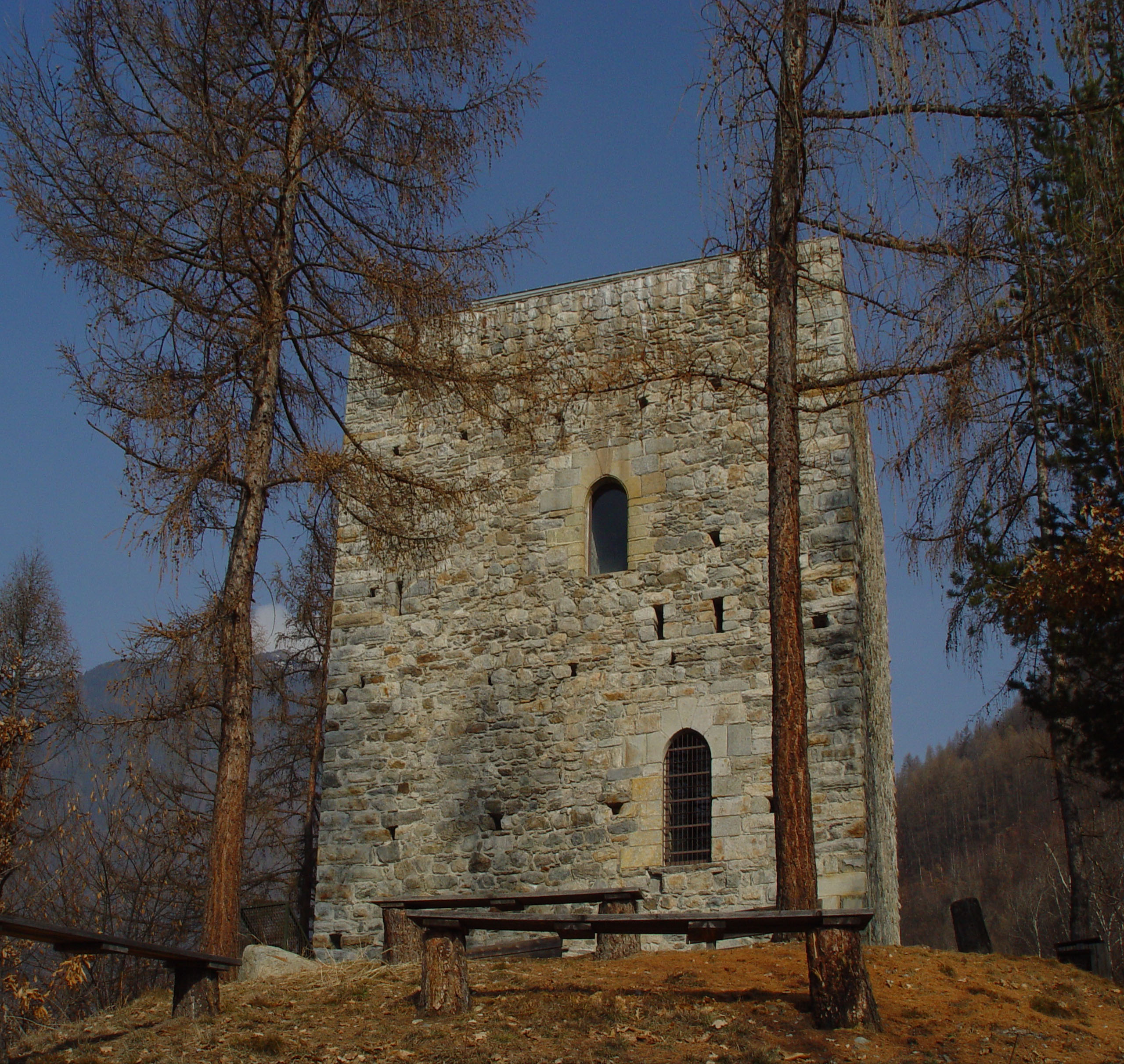
برج العصور الوسطى

تشيورو ( Lombard : Ciür ) كومون هي (بلدية) تقع في مقاطعة سوندريو في منطقة لومباردي الإيطالية ، وهي على بعد حوالي 100 كيلومتر (62 ميل) شمال شرق ميلانو وتبعد حوالي 9 كيلومتر (6 ميل) من شرق سوندريو ، وعلى الحدود مع سويسرا. واعتبارًا من 31 ديسمبر 2004 ، وكان عدد سكانها قرابة 2499 نسمة وتقدر مساحتها بـ 51.8 كيلومتر مربع (20.0 ميل2) . 
وإن بلدية تشيورو تحتوي على فرازيوني (التقسيمات الفرعية ، والقرى والنجوع بشكل رئيسي) كاستيونيتو وكاساكي.
وتقع تشيورو على حدود البلديات التالية: بروسيو (سويسرا) ، كاستيلو ديل أكوا ، لانزادا ، مونتانا في فالتيلينا ، بونتي في فالتيلينا ، بوشيافو (سويسرا) ، تيجليو .

## التطور الديموغرافي

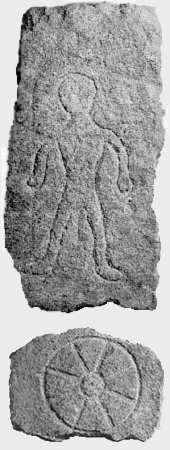
اكتشافات ما قبل التاريخ في تشيورو

## روابط خارجية
- www.comune.chiuro.so.it